# Чукачой
 Чукачой  — деревня в Сыктывдинском районе Республики Коми в составе сельского поселения  Зеленец. 

## География
Расположена на левом берегу Вычегды на расстоянии примерно 30 км по прямой от районного центра села Выльгорт на север.  

## История
Упомянута впервые в 1784 году как деревня Чукачинская, 27 дворов, 203 жителя. В 1859 году в Чукачинской (Ванегрезд) имелось 36 дворов, 287 жителей. В переводе с коми Чукачой «гора с возвышенностью».

## Население
Постоянное население  составляло 43 человека (коми 72%) в 2002 году, 59 в 2010 .